# Локтіонов-Стезенко Микола Полікарпович
Мико́ла Поліка́рпович Лактіо́нов-Стезе́нко (нар. 15 лютого 1929, Нововолодимирівка — 4 червня 2014, Київ, Україна) — радянський, український кінорежисер і сценарист документального кіно. Заслужений діяч мистецтв УРСР (1981).

## Біографія
Народився 1929 року в селі Нововолодимирівка Кіровоградської областы в родині селянина. Закінчив Вище військово-морське училище ім. М. В. Фрунзе (1952) та сценарний факультет Всесоюзного державного інституту кінематографії (1961).
В 1965–1990 роках — режисер студії «Укркінохроніка».

## Фільмографія
Створив фільми (у більшості з них виступає і як автор сценаріїв): «Ми будуємо дім» (1962), «Сучасні запорожці» (1964), «Осінь прийшла» (1966), «Брати», «Гомін степів» (1967), «На острові Мідному» (1968), «Діла і роздуми» (1969), «Данилівна», «Ніна Хахаліна», «Час. Рух. Люди» (1970), «Будні Миколи Шила» (1971), «Іду шукати» (1974. Приз VI Всесоюзного кінофестивалю телефільмів. Тбілісі, 1975), «Степовики» (1975), «Дякую тобі», «Музей народної архітектури і побуту УРСР», «Професор Лук'янова» (1976), «Енергійна людина» (1978), «Спасибі, товаришу», «Наша італійка» (1980), «Піонерія Країни Рад» (1982), «Ніка» (1983), «33-й, свідчення очевидців» (1989), «33-й, свідчення очевидців» (1989, 2005 — за участю режисера) та ін.
Автор сценарію художньо-документального фільму «Нестор Махно» (1990–1993).

###### Фільм «33-й, свідчення очевидців» (1989).
Фільм став першою в Україні кінострічкою, присвяченою тематиці Голодомору.
Зйомки фільму почалися у 1987 році й закінчилися у 1989 році. Оскільки архівні матеріали і кінохроніка були малодоступними автори фільму звернулися через пресу до свідків Голодомору і їхні історії покладені в основу стрічки. Прихильники Сталіна намагалися авторам перешкоджати у створенні фільму. Тривалий час стрічка лишалася майже забутою, за часів незалежності її показали по телебаченню лише один раз. У 2005 році, коли питання Голодомору-геноциду почало набувати популярності на державному рівні, фільм «33-й, свідчення очевидців» перезняли з використанням кінохроніки з версії 1989 року та спогадів самого Миколи Локтіонова-Стезенка.
На своєму ювілейному вечорі у Будинку кіно 16 лютого 2009 року, Локтіонов-Стезенко назвав фільм свідченням його особистої трагедії: від голоду 1932—33 років померли його батьки.
За фільм «33-й, свідчення очевидців» Микола Локтіонов-Стезенко нагороджений орденом «За заслуги» III ступеня.